# Dejanirini
Los dejanirinos (Dejanirini) son una  tribu de coleópteros polífagos crisomeloideos de la familia Cerambycidae.

## Géneros
Tiene los siguientes géneros:
- Dejanira J. Thomson, 1864
- Janidera Heffern, 2005